# Římskokatolická církev ve Finsku

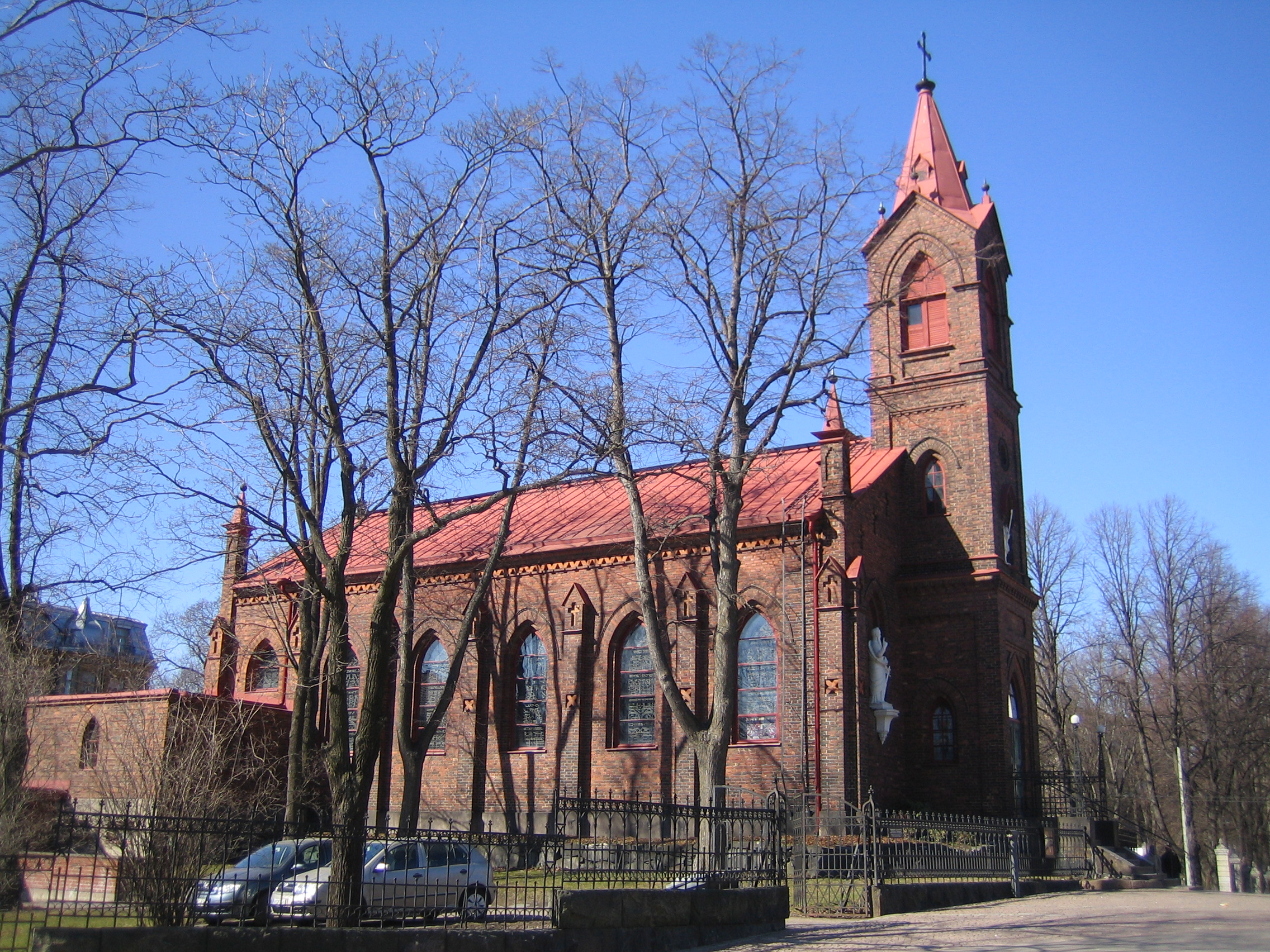
Katedrála sv. Jindřicha v Helsinkách

Římskokatolická církev není ve Finsku příliš rozšířena, v současné době čítá asi 10 000 katolíků (cca 0,2 % obyvatel). Většinou jsou to navíc cizinci: řadovými věřícími počínaje a duchovními konče. Mezi nimi jsou ponejvíce Poláci a exulanti z Běloruska. V roce 1955 byla vytyčena helsinská diecéze, která pokrývá (stejně jako jí předcházející apoštolský vikariát) území celého státu. Jejím biskupem je od roku 2009 Teemu Sippo. Finští biskupové jsou členy Skandinávské biskupské konference, která sdružuje biskupy severských zemí.